# Nebulosa de Bow-Tie
Nebulosa de Bow-Tie (também conhecida como NGC 40 e Caldwell 2) é uma nebulosa planetária descoberta por W.F.Herschel em 1788 composta por gás quente. Os cientistas teorizam que após três milênios vai desaparecer, deixando apenas uma anã branca, aproximadamente da mesma proporcionalidade da Terra.